# Żeglarstwo na Letnich Igrzyskach Olimpijskich 2012 – kwalifikacje

## Zawody kwalifikacyjne
| Zawody                                          | Data                | Miejsce      |
| ----------------------------------------------- | ------------------- | ------------ |
| Mistrzostwa Świata w Żeglarstwie 2011           | 3 - 18 grudnia 2011 | Perth        |
| Zawody kwalifikacyjne 2012 dla klasy Elliott 6m | 1 - 5 lutego 2012   | Key Biscayne |
| Mistrzostwa Świata 2012 dla klasy RS:X          | 20 - 28 marca 2012  | Kadyks       |
| Mistrzostwa Świata 2012 dla klasy Laser         | 4 - 10 maja 2012    | Boltenhagen  |
| Mistrzostwa Świata 2012 dla klasy 49er          | 4 - 13 maja 2012    | Zadar        |
| Mistrzostwa Świata 2012 dla klasy 470           | 10 - 19 maja 2012   | Barcelona    |
| Mistrzostwa Świata 2012 dla klasy Finn          | 11 - 18 maja 2012   | Falmouth     |
| Mistrzostwa Świata 2012 dla klasy Laser Radial  | 15 - 20 maja 2012   | Boltenhagen  |
| Mistrzostwa Świata 2012 dla klasy Star          | 20 - 30 maja 2012   | Barcelona    |

## Podział miejsc
| Zawody       | Mistrzostwa Świata w Żeglarstwie 2011 | Mistrzostwa Klas 2012 | Gospodarz                                         | Razem |
| Mężczyźni    | Mistrzostwa Świata w Żeglarstwie 2011 | Mistrzostwa Klas 2012 | Gospodarz                                         | Razem |
| ------------ | ------------------------------------- | --------------------- | ------------------------------------------------- | ----- |
| RS:X         | 28                                    | 9                     | Wielka Brytania · (jedno miejsce w każdej klasie) | 38    |
| Laser        | 35                                    | 12                    | Wielka Brytania · (jedno miejsce w każdej klasie) | 48    |
| Finn         | 18                                    | 6                     | Wielka Brytania · (jedno miejsce w każdej klasie) | 25    |
| 470          | 19                                    | 7                     | Wielka Brytania · (jedno miejsce w każdej klasie) | 27    |
| 49er         | 14                                    | 5                     | Wielka Brytania · (jedno miejsce w każdej klasie) | 20    |
| Star         | 11                                    | 4                     | Wielka Brytania · (jedno miejsce w każdej klasie) | 16    |
| Zawody       | Mistrzostwa Świata w Żeglarstwie 2011 | Mistrzostwa Klas 2012 | Gospodarz                                         | Razem |
| kobiety      | Mistrzostwa Świata w Żeglarstwie 2011 | Mistrzostwa Klas 2012 | Gospodarz                                         | Razem |
| RS:X         | 20                                    | 7                     | Wielka Brytania · (jedno miejsce w każdej klasie) | 28    |
| Laser Radial | 29                                    | 9                     | Wielka Brytania · (jedno miejsce w każdej klasie) | 39    |
| 470          | 14                                    | 5                     | Wielka Brytania · (jedno miejsce w każdej klasie) | 20    |
| Elliott 6m   | 8                                     | 3                     | Wielka Brytania · (jedno miejsce w każdej klasie) | 12    |

## Podsumowanie kwalifikacji
| Kraj                                 | Mężczyźni | Mężczyźni | Mężczyźni | Mężczyźni | Mężczyźni | Mężczyźni | Kobiety | Kobiety      | Kobiety | Kobiety    | Razem | Razem    |
| Kraj                                 | RS:X      | Laser     | Finn      | 470       | 49er      | Star      | RS:X    | Laser Radial | 470     | Elliott 6m | Łodzi | Żeglarzy |
| ------------------------------------ | --------- | --------- | --------- | --------- | --------- | --------- | ------- | ------------ | ------- | ---------- | ----- | -------- |
| Argentyna                            | X         | X         |           | X         |           |           | X       | X            | X       |            | 6     | 8        |
| Australia                            | X         | X         | X         | X         | X         |           | X       | X            | X       | X          | 9     | 14       |
| Austria                              |           | X         |           | X         | X         |           |         |              |         |            | 3     | 5        |
| Białoruś                             | X         |           |           |           |           |           |         | X            |         |            | 2     | 2        |
| Belgia                               |           | X         |           |           |           |           | X       | X            |         |            | 3     | 3        |
| Brazylia                             | X         | X         | X         |           |           | X         | X       | X            | X       |            | 7     | 9        |
| Bułgaria                             | X         |           |           |           |           |           | X       |              |         |            | 2     | 2        |
| Chile                                |           | X         |           |           |           |           |         |              |         |            | 1     | 1        |
| Chiny                                | X         | X         |           | X         |           |           | X       | X            |         |            | 5     | 6        |
| Chińskie Tajpej                      | X         |           |           |           |           |           |         |              |         |            | 1     | 1        |
| Chorwacja                            | X         | X         | X         | X         | X         |           | X       |              |         |            | 6     | 8        |
| Cypr                                 | X         | X         |           |           |           |           |         |              |         |            | 2     | 2        |
| Czechy                               | X         |           |           |           |           |           |         | X            |         |            | 2     | 2        |
| Dania                                | X         | X         | X         |           | X         |           |         | X            |         | X          | 6     | 9        |
| Estonia                              | X         | X         | X         |           |           |           | X       |              |         |            | 4     | 4        |
| Finlandia                            |           | X         | X         | X         | X         |           | X       | X            |         | X          | 7     | 11       |
| Francja                              | X         | X         | X         | X         |           | X         | X       | X            | X       | X          | 9     | 14       |
| Grecja                               | X         | X         |           | X         |           |           | X       |              |         |            | 4     | 5        |
| Gwatemala                            |           | X         |           |           |           |           |         |              |         |            | 1     | 1        |
| Hiszpania                            | X         | X         | X         | X         | X         |           | X       | X            | X       | X          | 9     | 14       |
| Holandia                             | X         | X         | X         | X         |           |           | X       | X            | X       | X          | 8     | 12       |
| Hongkong                             | X         |           |           |           |           |           | X       |              |         |            | 2     | 2        |
| Irlandia                             |           |           |           |           | X         | X         |         | X            |         |            | 3     | 5        |
| Izrael                               | X         | X         |           | X         |           |           | X       | X            | X       |            | 6     | 8        |
| Japonia                              | X         |           |           | X         |           |           | X       | X            | X       |            | 5     | 7        |
| Kanada                               | X         | X         | X         |           |           | X         | X       | X            |         |            | 6     | 7        |
| Kolumbia                             | X         |           |           |           |           |           |         |              |         |            | 1     | 1        |
| Korea Południowa                     | X         | X         |           |           |           |           |         |              |         |            | 2     | 2        |
| Litwa                                | X         |           |           |           |           |           |         | X            |         |            | 2     | 2        |
| Meksyk                               | X         |           |           |           |           |           |         | X            |         |            | 2     | 2        |
| Niemcy                               | X         | X         | X         | X         | X         | X         | X       | X            | X       |            | 9     | 13       |
| Norwegia                             | X         | X         |           |           |           | X         | X       | X            |         |            | 5     | 6        |
| Nowa Zelandia                        | X         | X         | X         | X         | X         |           | X       | X            | X       | X          | 9     | 14       |
| Polska                               | X         | X         |           |           | X         | X         | X       |              |         |            | 5     | 7        |
| Portugalia                           | X         |           |           | X         | X         | X         | X       | X            |         | X          | 7     | 12       |
| Rosja                                | X         | X         | X         |           |           |           | X       |              |         | X          | 5     | 7        |
| Singapur                             |           | X         |           |           |           |           |         | X            |         |            | 2     | 2        |
| Słowenia                             |           | X         | X         |           |           |           |         |              | X       |            | 3     | 4        |
| Stany Zjednoczone                    | X         | X         | X         | X         | X         | X         | X       | X            | X       | X          | 10    | 16       |
| Szwajcaria                           | X         | X         |           |           |           | X         |         | X            |         |            | 4     | 5        |
| Szwecja                              |           | X         | X         | X         | X         | X         |         | X            | X       | X          | 8     | 14       |
| Tajlandia                            | X         |           |           |           |           |           | X       |              |         |            | 2     | 2        |
| Turcja                               |           | X         |           |           |           |           |         | X            |         |            | 2     | 2        |
| Ukraina                              | X         |           | X         |           |           |           | X       |              |         |            | 3     | 3        |
| Urugwaj                              |           | X         |           |           |           |           |         |              |         |            | 1     | 1        |
| Wenezuela                            | X         |           |           |           |           |           |         |              |         |            | 1     | 1        |
| Węgry                                | X         | X         |           |           |           |           | X       |              |         |            | 3     | 3        |
| Wielka Brytania                      | X         | X         | X         | X         | X         | X         | X       | X            | X       | X          | 10    | 16       |
| Włochy                               | X         | X         | X         | X         |           |           | X       | X            | X       |            | 7     | 9        |
| Wyspy Dziewicze Stanów Zjednoczonych |           | X         |           |           |           |           |         |              |         |            | 1     | 1        |
| Razem: 50 krajów                     | 38        | 48        | 25        | 27        | 20        | 16        | 28      | 39           | 20      | 12         | 273   | 380      |